# L'Amour de loin
L'Amour de loin (L'amore da lontano) è la prima opera della compositrice finlandese Kaija Saariaho su libretto Libano-Francese in cinque atti di Amin Maalouf. L'opera è stata data in anteprima mondiale il 15 agosto 2000 al Festival di Salisburgo e la sua anteprima americana è avvenuta il 27 luglio 2002 presso la Santa Fe Opera.
Saariaho, che viveva a Parigi dal 1982, era diventata nota nel 1993 con La vida breve di uno dei primi grandi trovatori del XII secolo, Jaufré Rudel. Prima di questo aveva visto una messa in scena di Peter Sellars dell'opera di Messiaen, Saint François d'Assise al Festival di Salisburgo del 1992, ma non credeva di essere in grado di scriverne una. Tuttavia, la produzione la convinse della possibilità di trasformare la poesia in un'opera, data la sensibilità e il talento di Sellars: "Se questa è un'opera, allora posso scriverne una" si dice che lei abbia affermato.
L'idea di un'opera su questo argomento doveva evolversi nel corso di sette o otto anni. Dopo che era stata così presa dalla lettura dei manoscritti originali della storia di Jaufré (il giovane poeta colpito dall'amore, che aveva scritto ad un amante lontana a Tripoli, Libano), adattò la sua poesia alla musica, col titolo Lonh nel 1996, una partitura per soprano e strumenti elettronici.
Le sensibilità e le storie di entrambi, Amin Maalouf, uno scrittore franco-libanese e giornalista che viveva anch'egli a Parigi e Saariaho - entrambi esuli volontari - li portò a collaborare insieme per trasformare "una storia apparentemente semplice in una storia complessa, detto in parole molto semplici...... (E con) la traiettoria lineare della sua trama, L'Amour de loin si muove ansiosamente attorno a temi più profondi: ossessione e devozione, realtà e illusione, la solitudine dell'artista, il bisogno di appartenenza ".
Essendosi assicurata in anticipo dal Festival di Salisburgo l'impegno di mettere in scena l'opera, Saariaho si mise a scrivere L'Amour de loin nel 1999. Gerard Mortier, intendente del Festival di Salisburgo, era stato all'origine di questo progetto che vide la partecipazione della SWR Sinfonieorchester Baden-Baden-Friburgo, un insieme ben noto per la sua eccellenza nella musica contemporanea.
L'Amour de loin ricevette il premio Grawemeyer per la composizione musicale nel 2003.

## Storia delle esecuzioni

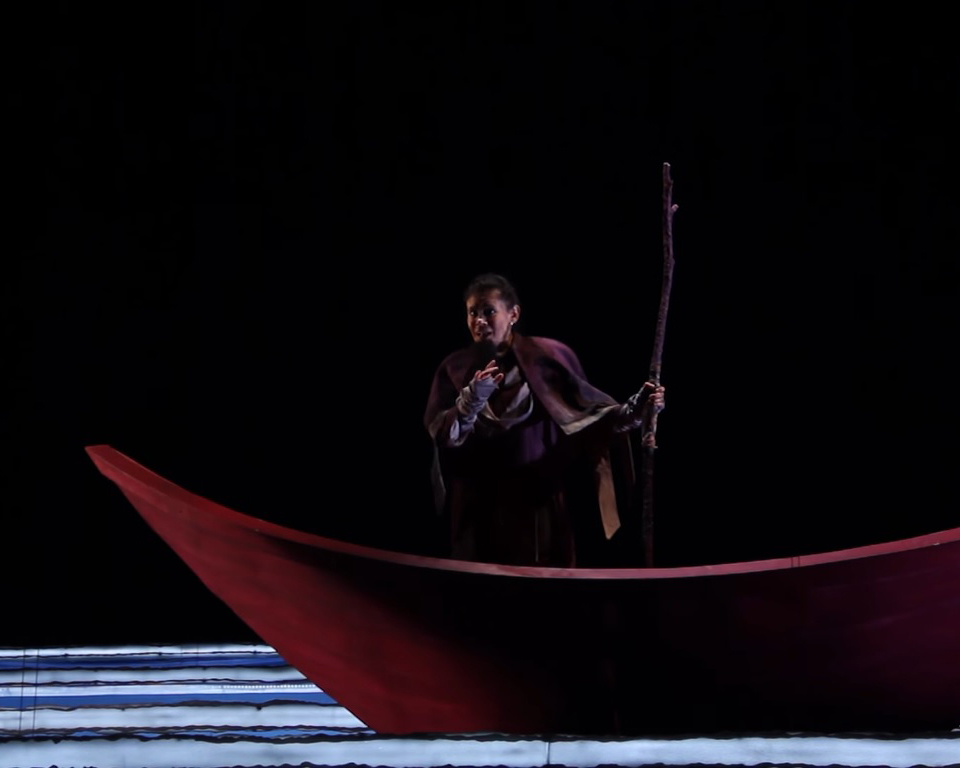
Messa in scena dell'opera in Messico.

La prima produzione dell'opera divenne una commissione congiunta del Théâtre du Châtelet di Parigi e dell'Opera di Santa Fe, oltre a Salisburgo. Peter Sellars diresse la produzione originale, così come molte di quelle successive.
Produzioni supplementari andarono in scena al Stadttheater di Berna, Svizzera (da dicembre 2001 in poi), a Darmstadt, in Germania, nella primavera del 2003 e alla Finnish National Opera di Helsinki nel 2004.
Nel 2005, Jan Latham-Koenig diresse due esecuzioni in forma di concerto, nell'ambito dell'Al Bustan Festival Internazionale di Musica e delle Arti a Beirut.
Nel 2008 il Festival Internazionale di Bergen a Bergen, in Norvegia, si aprì con una esecuzione degli artisti Michael Elmgreen ed Ingar Dragset, prodotta dalla Bergen National Opera (in precedenza Den Nye Opera). Crearono un film d'animazione al posto di una messa in scena.
L'English National Opera ENO ha presentato una nuova produzione nel mese di luglio 2009 presso il London Coliseum.
La Canadian Opera Company ha presentato una co-produzione con la English National Opera e la Vlaamse Opera nel febbraio 2012.
Il Landestheater di Linz ha presentato una nuova produzione nel 2015.
L'Aspen Opera Center la presentò come parte della stagione estiva dell'Aspen Music Festival e School 2016.
L'opera presenterà la prima al Metropolitan Opera nel dicembre 2016 in una produzione del regista canadese Robert Lepage e ditetta da Susanna Mälkki. Si tratta di una coproduzione con il Festival d'Opéra de Québec, dove ha debuttato durante la stagione estiva 2015. Era dal 1903, dall'epoca della produzione di Der Wald di Ethel Smyth, che il Met non presentava un'opera composta da una donna.

## Ruoli
| Ruolo                                                                           | Tipo voce    | Prima mondiale Festival di Salisburgo, Salisburgo, 15 agosto 2000 Direttore: Kent Nagano | Prima Americana Santa Fe Opera, Santa Fe, Nuovo Messico 27 luglio 2002 Direttore: Robert Spano | Prima Canadese Canadian Opera Company, Toronto, Ontario, Canada 2 febbraio 2012 Direttore: Johannes Debus |
| ------------------------------------------------------------------------------- | ------------ | ---------------------------------------------------------------------------------------- | ---------------------------------------------------------------------------------------------- | --- |
| Jaufré Rudel, Principe di Blaye e trovatore ossessionato dall'amore idealizzato | Baritono     | Dwayne Croft                                                                             | Gerald Finley                                                                                  | Russell Braun                                                                                             |
| Il Pellegrino, l'intermediario che porta messaggi avanti e indietro             | Mezzosoprano | Dagmar Pecková                                                                           | Monica Groop                                                                                   | Krisztina Szabó                                                                                           |
| Clémence, la contessa di Tripoli                                                | Soprano      | Dawn Upshaw                                                                              | Dawn Upshaw                                                                                    | Erin Wall                                                                                                 |
| Coro                                                                            |              |                                                                                          |                                                                                                | |
| Regista teatrale                                                                |              | Peter Sellars                                                                            | Peter Sellars                                                                                  | Daniele Finzi Pasca                                                                                       |
| Sceneggiatore                                                                   |              | George Tsypin                                                                            | George Tsypin                                                                                  | Jean Rabasse                                                                                              |
| Costumi                                                                         |              | Martin Pakledinaz                                                                        | Martin Pakledinaz                                                                              | Kevin Pollard                                                                                             |
| Luci                                                                            |              | James F. Ingalls                                                                         | James F. Ingalls                                                                               | |
| Realizzazione artistica, progettista della musica elettronica                   |              | Gilbert Nouno                                                                            | Gilbert Nouno                                                                                  | |

## Trama
Luogo: In Aquitania, Tripoli e presso il mare
Periodo: XII secolo

### Atto 1
Jaufré, stancatosi dei piaceri della vita, anela per un amore diverso, lontano, ma si rende conto che è improbabile che egli possa mai trovarlo. Il coro, composto da suoi vecchi compagni, ride dei suoi sogni e gli dice che la donna che lui canta non esiste. Tuttavia, un pellegrino (uomo, ma cantato da un mezzosoprano), di recente è arrivato dall'estero, dice a Jaufré che una donna effettivamente esiste perché il pellegrino l'ha incontrata. Jaufré allora si dedica a pensare solo a lei.

### Atto 2
Il pellegrino, tornato a Tripoli, incontra Clémence e le dice che, in Francia, un principe-trovatore la esalta nelle sue canzoni, chiamandola il suo "amore da lontano". Anche se questo inizialmente la offende, Clémence inizia a sognare di questo strano e lontano amante, chiedendo a se stessa se sia degna di ricevere tanta devozione.

### Atto 3
Prima Scena
Al suo ritorno a Blaye, il pellegrino incontra di nuovo Jaufré e gli dice che la signora ora sa che lui canta su di lei. Jaufré decide che è ora che si metta in viaggio per incontrarla.
Seconda Scena
Tuttavia Clémence sembra preferire che il loro rapporto rimanga distante, dal momento che è riluttante a vivere costantemente in attesa e non vuole soffrire.

### Atto 4
D'impulso, Jaufré si propone di soddisfare il suo "amore da lontano", ma non senza una certa trepidazione. Egli è angosciato dalla possibilità di non aver preso la decisione giusta, tanto che si ammala gravemente e la malattia si aggrava mentre si avvicina a Tripoli. Infine arriva, ma ormai sta morendo.

### Atto 5
La nave ormeggia ed il Pellegrino si affretta a dire alla contessa che Jaufré è arrivato, che è vicino alla morte, e che chiede di vederla. Si porta a una barella, Jaufré viene portato alla cittadella in incoscienza, ma in presenza di Clémence, si riprende un po'. Mentre Jaufré si avvicina alla morte, la coppia si abbraccia e si confessano il loro amore l'uno per l'altro. Quando lui muore tra le sue braccia, Clémence si infuria contro il cielo e si considera responsabile della tragedia. Decide di entrare in convento e l'ultima scena la mostra in preghiera. Tuttavia, le sue parole sono ambigue: non è chiaro chi stia pregando in ginocchio, se il suo Dio lontano o il suo "amore da lontano".

## Reazioni della critica
(Anthony Tommasini, The New York Times, 17 agosto 2000 (Salzburg premiere review))

## Registrazioni
- DVD: L'Amour de loin con Dawn Upshaw, Gerald Finley, e Monica Groop. Finnish National Opera, produzione di Helsinki del 2004 diretta da Esa-Pekka Salonen. Regia di Peter Sellars. Pubblicata nel 2005.
- La registrazione del 2008 con la Deutsches Symphonie-Orchester di Berlino e il Rundfunkchor di Berlino diretta da Kent Nagano, prodotta da Martin Sauer e con Daniel Belcher, Ekaterina Lekhina e Marie-Ange Todorovitch, pubblicata da Harmonia Mundi nel 2009, fu assegnataria di un Grammy Award per la migliore Registrazione di un'Opera nel 2011.[9]